# Carmela Carabelli
Carmela Carabelli, nascida Carmelina Negri (Melegnano, 9 de Maio de 1910 – Milão, 25 de Novembro de 1978), mais conhecida como Mamma Carmela, foi uma filha espiritual do Padre Pio de Pietrelcina e famosa mística italiana. É considerada como "apóstola da Divina Misericórdia" à semelhança de Santa Faustina Kowalska.

## Biografia
Carmelina Negri nasceu em Melegnano, a 9 de Maio de 1910, filha de Gaetano Negri e de Teresa Galbiati.
Integrou, desde muito cedo, o movimento da Acção Católica e no qual, através do seu enorme e entusiasmo, acabou por exercer uma determinante influência sobre os membros da sua família, os quais, desde logo, acompanharam-na no crescimento da vivência da fé, no espírito de oração, no amor a Jesus-Eucaristia, na devoção a Nossa Senhora e no serviço à Igreja Católica.
Terminados os seus estudos e tendo-se empregue num banco em 1926, conheceu Giuseppe Carabelli, um jovem virtuoso e modesto, com quem acabaria por casar anos mais tarde (mais precisamente a 23 de Janeiro de 1935). Ambos sempre desejaram dar vida a uma família numerosa e a quem pudessem transmitir a "boa nova" de um amor superior, igual ao de Deus. Esse sonho foi concretizado e cedo nasceu uma família que começou a crescer, tal como os pais, na santidade.
Por parte da sua família numerosa, quer por todos quantos a conheciam, passou a ser chamada pelo diminutivo ternurento de Mamma ("mamãe", em italiano) Carmela.
Em meados de Setembro de 1950, Mamma Carmela fez uma viagem até San Giovanni Rotondo onde se encontrou com o famoso frade capuchinho estigmatizado, o santo Padre Pio de Pietrelcina. No regresso, definiu essa viagem como tendo sido "memorável" e na qual aumentou ainda mais o seu amor pela oração e o desejo de praticar o bem. Carmela Carabelli tornou-se, pouco depois, numa das filhas espirituais do Padre Pio.
Em Janeiro de 1957 surgiram os primeiros indícios de doença no seu marido. Dentro de pouco tempo, em Março de 1959, já Giuseppe Carabelli falecia com odor de santidade. O então arcebispo de Milão, Cardeal Giovanni Montini (posteriormente Papa Paulo VI)  recordou as virtudes edificantes e ímpares desse homem, concedendo-lhe a sua bênção.
Em Outubro de 1978, é Carmela Carabelli quem sofre uma forte provação na sua saúde mas recupera no Hospital de Milão. Porém, no mês seguinte, depois de receber o sacramento Santo Viático, a 25 de Novembro de 1978, despediu-se da vida cheia da paz e serenidade que lhe eram características.
Os seus restos mortais repousam no Cemitério Maior de Milão (na secção 72 B, ref. 1855).

## Locuções interiores
Na noite de 14 de Março de 1968, Mamma Carmela sentiu como que um "chamamento interior" no seu coração. Levantou-se do local onde estava, procurou um caderno e uma caneta e começou a escrever. Escreveu continuamente durante cerca de uma hora. Fê-lo calmamente e sem qualquer distracção, nem cansaço. Na manhã seguinte, ao ler o que tinha escrito achou que era "algo muito bonito e verdadeiro". Desde essa data e até à sua morte, escreveu continuamente os ditados que recebia interiormente de Jesus, enquanto Jesus Misericordioso , e de Nossa Senhora, enquanto Mãe do Divino Amor.
Na sequência das suas locuções interiores, é considerada como "apóstola da Divina Misericórdia" à semelhança de Santa Faustina Kowalska (a quem Jesus Misericordioso também se manifestou, mas na Polónia).

## Escritos espirituais
Mamma Carmela, nos seus escritos espirituais, revelou os seus diálogos interiores com Jesus e nos quais Nosso Senhor alegadamente apresentou alguns Mistérios sobre a Sua vida; sobre Deus-Pai, enquanto pai de toda a Humanidade; sobre Nossa Senhora, quem acabará também por lhe falar; sobre a pessoa de São José; entre outros Mistérios divinos. Através desta personalidade privilegiada - Carmela Carabelli -, a "Mensagem do Amor Misericordioso"  recebida começou, desde logo, a percorrer o Mundo (encontrando-se já traduzida nas principais línguas e distribuída em diversos países).
Numa carta do Monsenhor Pietro Santoro, Bispo de Termoli, dirigida à publicação "Fidelitas" a 9 de Janeiro de 1972, pode ler-se, sobre os escritos espirituais de Mamma Carmela, que: "Estes escritos são verdadeiramente ricos em fé e em santo ardor pela Causa Divina (...) Os seus livros poderão fazer muito bem à Humanidade que se sente cada vez mais atormentada e que vive afastada de Deus" . No ano anterior, o mesmo Monsenhor Pietro Santoro, Bispo de Termoli, tinha já concedido a aprovação eclesiástica nihil obstat, certificando os escritos da Mamma Carmela como estando de acordo com a moral e doutrina da Igreja Católica.
Em língua portuguesa já se encontram traduzidas as seguintes obras:
- Mamma Carmela; Jesus Fala (1º volume). Edições Boa Nova, Requião, 2006.
- Mamma Carmela; Jesus Fala (2º volume). Edições Boa Nova, Requião, 2008.
- Mamma Carmela; Jesus Fala (3º volume). Edições Boa Nova, Requião, 2011.
- Mamma Carmela; Nossa Senhora Fala (1º volume). Edições Boa Nova, Requião, 1996.
- Mamma Carmela; Nossa Senhora Fala (2º volume). Edições Boa Nova, Requião, 1997.
- Mamma Carmela; Nossa Senhora Fala (3º volume). Edições Boa Nova, Requião, 1999.
- Mamma Carmela; Nossa Senhora Fala (4º volume). Edições Boa Nova, Requião, 2004.
- Mamma Carmela; Nossa Senhora Fala (5º volume). Edições Boa Nova, Requião, 2006.
- Mamma Carmela; Nossa Senhora Fala (6º volume). Edições Boa Nova, Requião, 2011.